# Commelina velutina
Espèce
Commelina velutina est une espèce de plantes vivaces de la famille des Commelinaceae relativement velue d'où l'épithète velutina dans sa dénomination binominale. Elle fut décrite par Gottfried Wilhelm Johannes Mildbraed.

## Description
C'est une plante de 50-70 m de haut recouverte de poils duveteux gris.

## Répartition et habitat
Elle se retrouve dans la savane et dans les prairies saisonnièrement marécageuses.